# Валлак, Пеэт
Пеэт Валлак (псевдоним; настоящая фамилия и имя Пеэтер Педаяс) (эст. Peet Vallak; 11(23) июня 1893, Пярнуский уезд (ныне Пярнумаа, Эстония) ≈ 17 марта 1959, Тарту, Эстонская ССР) – эстонский и советский писатель

, драматург, художник-карикатурист.

## Биография
Родился в крестьянской семье. Обучался живописи в Тарту у  Кристьяна Рауда и в Петрограде с 1913 по 1915 год. С 1922 года занимался литературным творчеством. 
Во время Первой мировой войны работал журналистом. Затем участвовал в войне за независимость Эстонии против советской России.
В 1921-1922 годах Валлак продолжил обучение в художественной школе Палласа в Тарту. Затем работал сценаристом и рисовальщиком.
В 1938-1940 годах был драматургом театра «Ванемуйне» в Тарту.
В 1920-1930-е гг. опубликовал 9 сборников новелл; в советское время вышли сборники избранных новелл «Зёрна из многих закромов» (книги 1≈3, 1945≈1948) и «Избранные новеллы» (1955).
Темы и образы писателя черпал из народной жизни. Его персонажи – большей частью обездоленные люди. Художественной манере автора свойственно сочетание реальности и фантастики. От несколько надуманных сюжетных ситуаций, от гротескных сцен шёл к реализму.

## Избранные произведения
- Рассказы, М., 1968.
- На мёртвой точке
- Чары
- Третий
- Гончарня Эпп Пилларпарт и Пуньяба
- Разгульная жизнь трубочного мастера Йоопа